# بهناز شفیعی
بهناز شفیعی (انگلیسی: Behnaz Shafiei؛ زادهٔ ۲۷ آذر 1368، البرز) موتورسوار و مسابقه‌دهندهٔ موتورکراس است. بهناز اولین و شناخته شده‌ترین زن موتورسوار ایرانی با سابقهٔ حرفه‌ای است. مجلهٔ میک بهناز شفیعی را به عنوان یکی از «هشت زن قدرتمند جهان» در سال ۲۰۱۵ معرفی کرده‌است.
شفیعی در فستیوال جهانی ایتالیا به عنوان یکی از «پنج بایکر نمونه زن جهان» شناخته شد.

## زندگی‌نامه
بهناز شفیعی در سال ۱۳۶۸ در کرج متولد شد. وی تحصیلات خود را در رشته حسابداری گذرانده‌است. زمانی‌که او به همراه خانواده‌اش در سال ۱۳۸۳ به شهر زنجان سفر کرده‌بودند، او زنی را دید که در حال موتور سواری است. بهناز پس از دیدن این صحنه به موتور سواری علاقه‌مند شد و برای اولین بار در ۱۵ سالگی موتورسواری را آغاز کرد. او اولین موتورش آپاچی ۱۸۰ سی سی را در ۲۲ سالگی خرید و در خیابان‌ها مشغول به تمرین شد. او مدیر مالی یک شرکت بازرگانی بود و در ۲۲ بهمن ۱۳۹۳ شغل خود را به کل رها کرد و به موتورسواری حرفه‌ای پرداخت. در سال ۹۴ توانست معروف‌ترین دختر موتور سوار دنیا در ۲۰۱۵ شود. در مرداد ۱۳۹۵ موفق شد مسئولین را قانع کند و مجوز رسمی برگزاری مسابقات ورزش موتورسواری بانوان از سوی وزارت ورزش صادر گردد.  

## فعالیت حرفه‌ای
شفیعی از سال ۹۳ تجربه موتورهای خیابانی و ریس را داشت و در سال ۹۲ با رشته کراس آشنا شد و به صورت حرفه‌ای به رشته موتور کراس و ریس پرداخت. اولین موتور کراس وی yzf 250 cc بود. او در تابستان ۹۴ به عنوان اولین و تنها زن موتورسوار، توانست مجوز ورود به پیست استاندارد آزادی را به همراه آقایان دریافت کند و دوره‌های حرفه‌ای موتور ریس را بگذراند و تنها گواهینامه موتورسواری حرفه‌ای موتورسواری بانوان را از فدراسیون ایران دریافت کند. در سال ۲۰۱۵ به دعوت از روزنامه کریر دلا سرا در فستیوال جهانی بانوان موتورسوار ایتالیا (women riders night) شرکت کردو به عنوان بایکر نمونه معرفی شد. در ۱۵ بهمن سال ۹۵ به عنوان کمیته موتور ریس بانوان استان البرز اولین مسابقه رسمی موتور ریس بانوان را برگزار کرد و در آن مسابقه مقام قهرمانی را کسب کرد.

## حمل مشعل المپیک زمستانه ۲۰۱۸ پیونک چانک کره جنوبی
وی با اسپانسرینگ شرکت سامسونگ به همراه بهرام رادان و ۹ نفر دیگر ایرانی که از بین ۱۶۰۰۰ نفر انتخاب شده بودند مشعل المپیک زمستانه ۲۰۱۸ پیونک چانک کره جنوبی را در روز ۲۷ آذر که با شعار «من ایران را دوست دارم و برابری زنان ومردان و صلح در دنیا») حمل کردند.

## بدلکاری فیلم آذر
بهناز در فیلم آذر مربی آموزش موتورسواری نیکی کریمی و بدلکار او بود عدم پرداخت دستمزد او و ذکر نشدن نام او به عنوان بدلکار فیلم، موضوعی بود که رسانه‌ای شد و شفیعی دربارهٔ این ماجرا می‌گوید:
[نیکی کریمی] یک مدت من را در اینستاگرام بلاک کرده بودند و پس از مدتی آنبلاک کردند. هیچ پاسخی به من ندادند اما فکر می‌کنم از اینکه گفته بودم من بدلکار او هستم ناراحت شده زیرا گفته بود این موضوع را به هیچ‌کس نگویم. اینکه چرا باید دروغ بگویم را نمی‌دانم اما تمام جذابیت فیلم «آذر» برای من این بود که خودم متولد آذر هستم. این فیلم در آذرساخته و در همین ماه نیز اکران شد. به همین دلیل من قبول کردم که به عوامل این فیلم کمک کنم اما در آخر هیچ نتیجه‌ای برای من نداشت. ضمن اینکه نیکی کریمی از من خواسته بود که به کسی نگویم بدلکار او هستم تا فکر کنند خودش موتورسواری کرده. پول نمی‌خواهم ولی از نظر حرفه‌ای باید مرا دعوت می‌کردند که در اکران حضور داشته باشم یا به عنوان مربی و بدلکار معرفی می‌شدم اما این اتفاق رخ نداد. انتظار داشتم در تبلیغاتی که برای این فیلم‌ها انجام می‌شود، نام من را نیز ذکر کنند اما در عمل این اتفاق رخ نداد.